# Wilhelm Ostwald
Wilhelm Ostwald [vílhelm óstvald], nemški kemik in filozof, * 2. september 1853, Riga, Ruski imperij (sedaj Latvija), † 4. april 1932 Leipzig, Nemčija.
Ostwald velja za utemeljitelja fizikalne kemije. Opravil je nekatere temeljne raziskave v elektrokemiji, reakcijski kinetiki, ukvarjal se je tudi s termodinamiko in vedo o barvah. Odkril je po njem imenovan Ostwaldov zakon razredčenja, postopek za pripravo dušikove kisline s kataliskim sežigom amonijaka (Ostwaldov postopek).
Leta 1909 je prejel Nobelovo nagrado za kemijo za svoje prispevke pri razumevanju katalize in svoje raziskave kemijskega ravnovesja in hitrosti reakcij.